# Gonderange
Gonderange (en luxemburguès: Gonnereng; en alemany: Gonderingen) és una vila de la comuna de Junglinster, situada al districte de Grevenmacher del cantó de Grevenmacher. Està a uns 12,1 km de distància de la ciutat de Luxemburg.

## Geografia
Es troba al sud-est de Gonderange, l'Ernz Negre, afluent del Sauer, que neix de la confluència de dos corrents del Grünewald.

## Història
Fins a l'1 de gener de 1979, Gonderange formava part de la comuna de Rodenbourg que després es va fusionar amb Junglinster.